# Lê Quan Giảng
Lê Quan Giảng (28 tháng 6 năm 1932 – ?) là nhà ngoại giao và chính khách người Việt Nam, từng giữ chức Thứ trưởng Bộ Ngoại giao Việt Nam Cộng hòa, Tổng Lãnh sự Việt Nam Cộng hòa tại Singapore và các chức vụ khác.

## Tiểu sử
Lê Quan Giảng sinh ngày 28 tháng 6 năm 1932 (có thuyết nói là ngày 20 tháng 8) ở Chợ Lớn, Nam Kỳ, Liên bang Đông Dương.
Ông từng sang Pháp du học hồi còn trẻ. Sau đó, ông tốt nghiệp Học viện Chính trị (tiếng Pháp: Instituts d'Etudes Politiques) vào năm 1956 và Học viện Quan hệ Quốc tế Cao cấp (tiếng Pháp: Institut des hautes études internationales) tại Đại học Paris vào năm 1958.
Sau khi trở về nước, ông bắt đầu tham gia công tác trong ngành ngoại giao. Năm 1961, ông là Vụ trưởng Vụ Thông tin Bộ Ngoại giao. Từ năm 1961 đến năm 1964, ông lên làm Bí thư thứ hai Đại sứ quán Việt Nam Cộng hòa tại Philippines. Từ năm 1964 đến năm 1965, ông giữ chức Bí thư thứ hai và Bí thư thứ nhất Đại sứ quán Việt Nam Cộng hòa tại Nhật Bản. Từ năm 1965 đến 1968, ông trở thành Đổng lý Văn phòng Bộ Ngoại giao Việt Nam Cộng hòa. Từ năm 1968 đến năm 1973, ông là Tổng Lãnh sự Việt Nam Cộng hòa tại Singapore.
Năm 1973, cựu Tổng trưởng Bộ Thông tin Trương Bửu Điện kế nhiệm ông lên làm Tổng Lãnh sự mới. Tháng 5 cùng năm, ông được bổ nhiệm làm Đại biện lâm thời Đại sứ quán Việt Nam Cộng hòa tại Pháp, thay thế Đại sứ Phạm Đặng Lâm.
Ngày 14 tháng 4 năm 1975, Thủ tướng Nguyễn Bá Cẩn thành lập nội các mới, ông được mời làm Thứ trưởng Bộ Ngoại giao Việt Nam Cộng hòa cuối cùng cho đến khi từ chức vào ngày 28 tháng 4 cùng năm. Không rõ số phận ông ra sao kể từ sau biến cố 30 tháng 4 năm 1975.

## Đời tư
Ông đã lập gia đình và có ít nhất ba người con.